# ГЕС Ашлу-Крік
ГЕС Ашлу-Крік — гідроелектростанція на південному заході Канади у провінції Британська Колумбія. Використовує ресурс із Ашлу-Крік, правої притоки річки Squamish, яка впадає до протоки Джорджія північніше Ванкувера.
В межах проекту Ашлу-Крік перекрили комбінованою водозабірною греблею: біля лівого берегу розташована бетонна водоскидна секція довжиною 35 метрів, тоді як правіше зведена кам’яно-накидна ділянка висотою 10 метрів, довжиною 56 метрів та товщиною по гребеню 5 метрів. Гребля спрямовує ресурс до дериваційної траси, котра включає шахту глибиною 106 метрів з діаметром 3,8 метра, дериваційний тунель довжиною 4,4 км з діаметром 4,1 метра та сталевий водовід довжиною 0,14 км з діаметром 2,8 метра.
Розташований на правому березі Ашлу-Крік машинний зал обладнали трьома турбінами типу Френсіс потужністю по 18 МВт (загальна номінальна потужність станції рахується як 49,9 МВт). При чистому напорі у 215 метри вони забезпечують виробництво 265 млн кВт-год електроенергії на рік.
Видача продукції відбувається по ЛЕП, розрахованій на роботу під напругою 230 кВ.
Проект, введений в експлуатацію у 2009 році, реалізувала компанія Innergex.